# Râul Găvojdia
Râul Găvojdia este un afluent al râului Timiș.

## Hărți
- Harta județului Timiș